# Biurety
Biurety – w chemii organicznej grupa funkcyjna i klasa związków chemicznych o ogólnej budowie: RHN-CO-NR-CO-NHR, gdzie R = dowolna inna grupa organiczna. Biurety mogą być otrzymywane w reakcji trimeryzacji izocyjanianów. Reakcja trimeryzacji izocyjanianów odgrywa ważną rolę przy otrzymywaniu pianek poliuretanowych.
Reakcja biuretowa jest reakcją charakterystyczną przydatną przy testach na obecność białek.